# Petrovice (Hradec Králové)
Petrovice é uma comuna checa localizada na região de Hradec Králové, distrito de Hradec Králové‎.